# Jack Kelly
Jack Kelly (26 de outubro de 1997) é um jogador de rugby irlandês, que joga na posição de back.

## Carreira
Kelly nasceu em Dublin. Ele viveu por dois anos na França durante sua infância, também jogando rúgbi, e fala francês fluentemente. Kelly frequentou a escola secundária no St. Michael's College em Dublin. Apesar de jogar em vários times escolares fortes com futuros jogadores profissionais de rúgbi, como Dan Leavy, James Ryan e outros, ele não ganhou uma medalha da Leinster Schools Rugby Senior Cup.
Kelly foi selecionado para capitanejar a seleção nacional de rúgbi sub-20 da Irlanda para o Six Nations de 2017, tornando-se o sexto capitão consecutivo da Irlanda sub-20 a frequentar o St. Michael's College. A Irlanda teve uma campanha mista, terminando em quarto lugar, antes de sofrer um fraco Campeonato Mundial Júnior em junho de 2017, terminando em décimo lugar entre doze equipes.
Kelly também joga pela seleção irlandesa de rúgbi sevens. Ele estreou pela equipe no London Sevens de 2019, e também jogou em um torneio de qualificação europeu de 2019 para as Olimpíadas de Verão de 2020. Kelly teve uma temporada de destaque durante a World Rugby Sevens Series de 2019-20, a primeira temporada da Irlanda como um time principal na Série, onde Kelly liderou todos os atacantes irlandeses com nove quebras limpas e oito tentativas.
Kelly foi membro da seleção irlandesa de rúgbi sevens que se classificou para as Olimpíadas de Verão de 2020. Ele também competiu pela Irlanda na Copa do Mundo de Rúgbi Sevens de 2022 na Cidade do Cabo.